# Wettinia disticha
Wettinia disticha är en enhjärtbladig växtart som först beskrevs av Rodrigo Bernal, och fick sitt nu gällande namn av Rodrigo Bernal. Wettinia disticha ingår i släktet Wettinia och familjen Arecaceae. IUCN kategoriserar arten globalt som livskraftig. Inga underarter finns listade i Catalogue of Life.